# ماکسیم یرمک
ماکسیم یرمک (اوکراینی: Максим Юрійович Єрмак؛ زادهٔ ۱۱ نوامبر ۱۹۷۶) بازیکن فوتبال اهل اوکراین است.
از باشگاه‌هایی که در آن بازی کرده‌است می‌توان به باشگاه فوتبال متالورگ-۲ دونتسک، باشگاه فوتبال متالورگ دونتسک، باشگاه فوتبال وولگار آستراخان، باشگاه فوتبال خیمکی، و باشگاه فوتبال کوبان کراسنودار اشاره کرد.